# موتور بیت‌المقدس
موتور بیت‌المقدس روستایی در دهستان ریگ ملک بخش ریگ ملک شهرستان میرجاوه استان سیستان و بلوچستان ایران است.

## جمعیت
بر پایه سرشماری عمومی نفوس و مسکن در سال ۱۳۹۵ جمعیت این روستا ۴۵۰ نفر (۱۰۷خانوار) بوده‌است.